# 点岱沟站
点岱沟站是一个大准线点岱沟支线上的铁路车站，位于内蒙古自治区准格尔旗点岱沟煤矿，建于1993年，目前为四等站，邮政编码为017117。目前不对外办理客运业务；货运办理整车货物发到。